# Massacre dos Inocentes

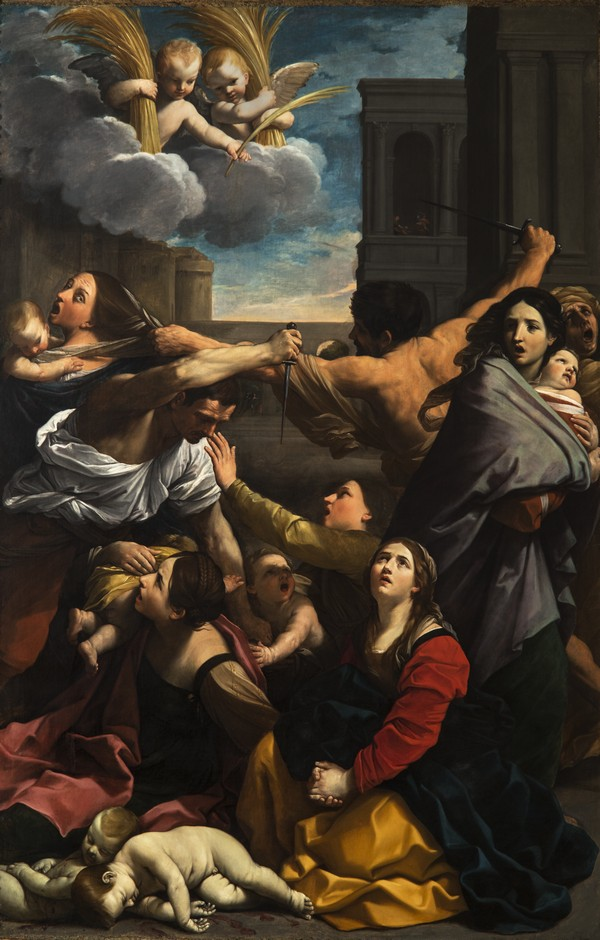
Massacre dos Inocentes.
Por Guido Reni (1611/12), atualmente na Pinacoteca Nazionale de Bolonha.

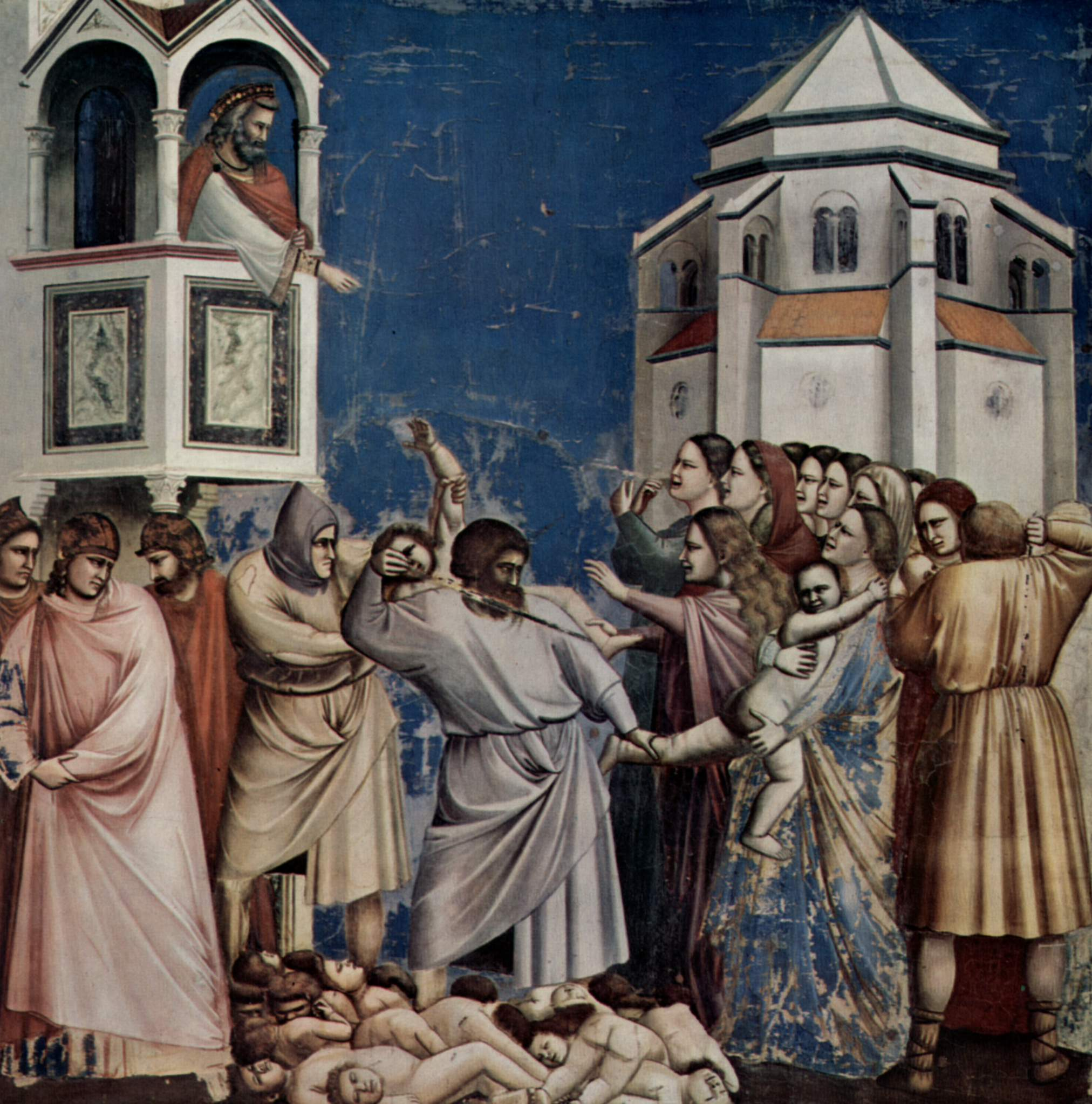
Giotto di Bondone, O Massacre dos Inocentes, 1303-1305

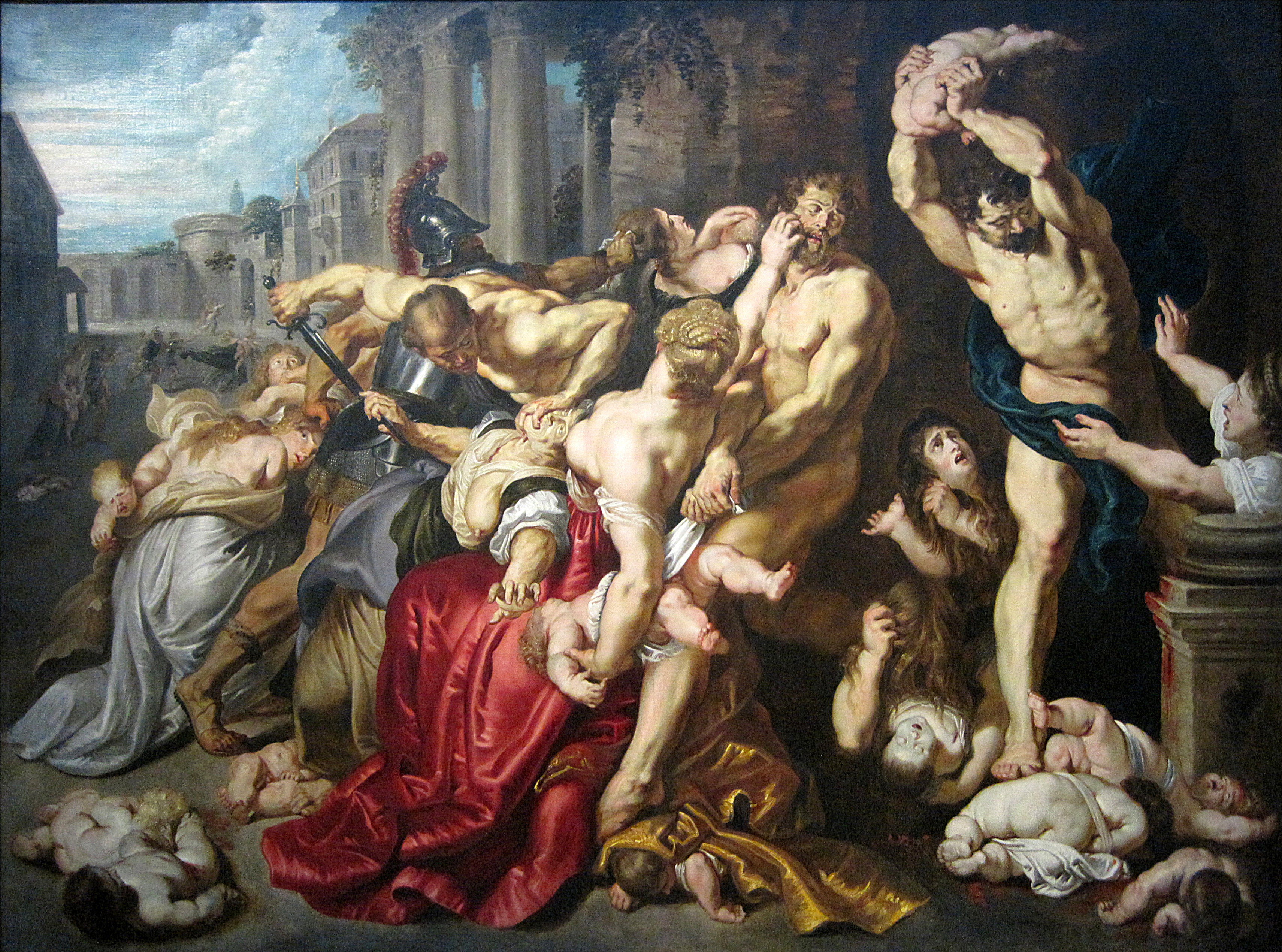
Pieter Paul Rubens, O Massacre dos Inocentes, c. 1610

O Massacre dos Inocentes é um episódio de infanticídio pelo rei da Judeia, Herodes, o Grande, que aparece no Evangelho de Mateus (Mateus 2:16–18). O autor, tradicionalmente Mateus, reporta que Herodes teria ordenado a execução de todos os meninos da vila de Belém para evitar perder o trono para o recém-nascido "Rei dos Judeus", cujo nascimento fora revelado para ele pelos Reis Magos. O incidente, como outros descritos em Mateus, é descrito como a realização de uma passagem no Antigo Testamento, entendida como uma profecia de Jeremias:
| “ | Então se cumpriu o que foi dito pelo profeta Jeremias: Ouviu-se um clamor em Ramá, Choro e grande lamento; Era Raquel chorando a seus filhos, E não querendo ser consolada, porque eles já não existem. | ” |
|   | — Mateus 2:16–17, citando Jeremias 31:15. |   |

Os meninos, conhecidos na Igreja como "Santos Inocentes", já foram chamados de os primeiros mártires cristãos. Relatos tradicionais falam em mais de dez mil mortos, mas estimativas mais conservadoras estimam algo em torno de poucas dezenas. Os biógrafos modernos de Herodes geralmente negam que o evento sequer tenha ocorrido.
No Século XII, em Paris, o nome dos Inocentes foi dado a uma igreja e ao cemitério adjacente a ela, tanto então arrasada no final do Século XVIII.

## Relato bíblico

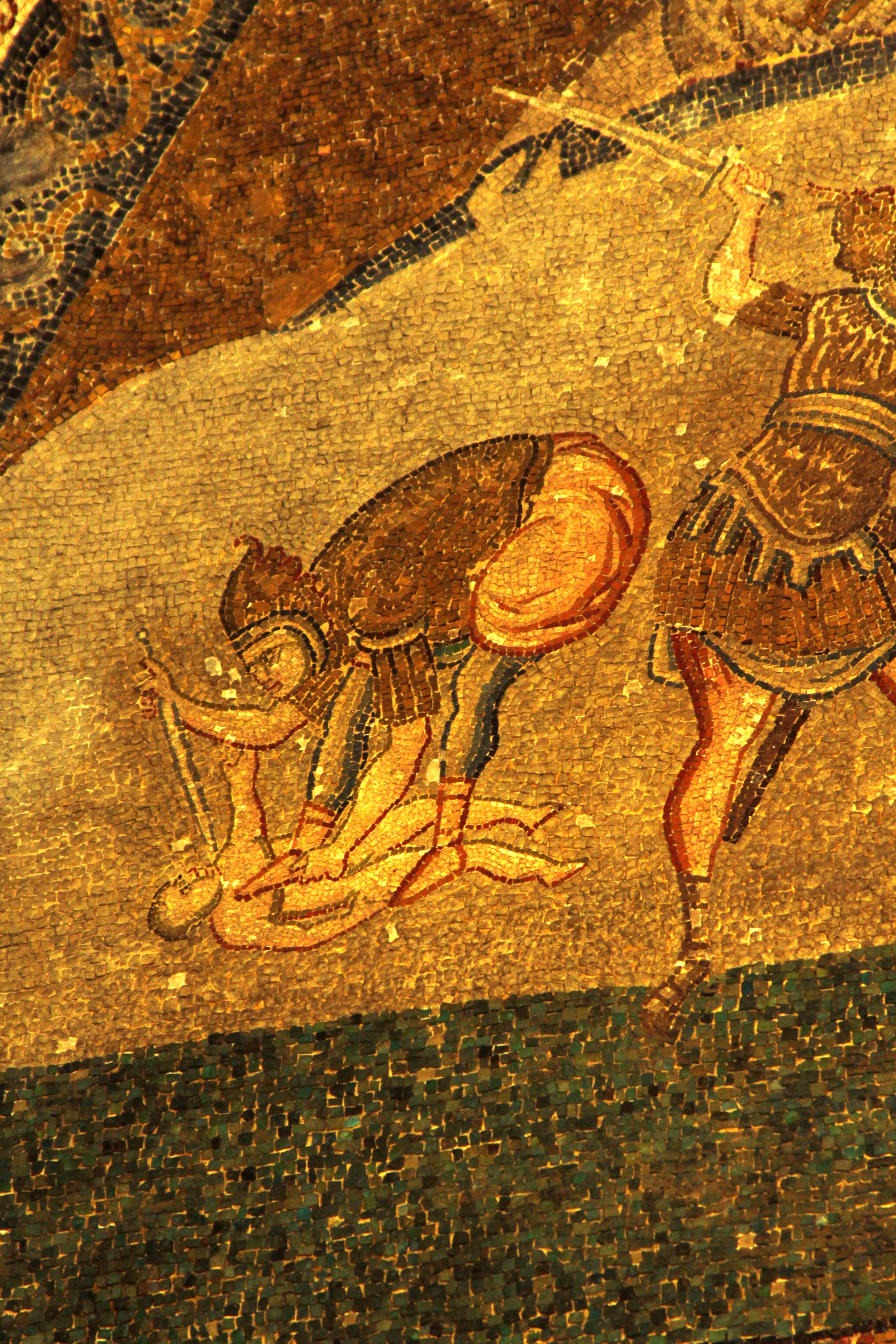
Massacre dos Inocentes.
Mosaico na Igreja de Chora, em Istambul.

No relato de Mateus, magos do oriente vão para a Judeia em busca de um recém-nascido rei dos judeus, tendo "sua estrela no oriente". Eles foram direcionados para Belém e Herodes lhes pede que o avisem quem é este rei quando eles o encontrarem. Eles encontram Jesus e o adoram, mas um anjo pede que eles não alertem Herodes e eles retornam para casa por um caminho diferente.
O Massacre dos Inocentes está em Mateus 2:16–18 e os versículos anteriores formam o contexto:
| “ | Depois de haverem partido, eis que um anjo do Senhor apareceu em sonhos a José, dizendo: Levanta-te, toma contigo o menino e sua mãe, foge para o Egito, e fica ali até que eu te chame; pois Herodes há de procurar o menino para o matar. José levantou-se, tomou de noite o menino e sua mãe e partiu para o Egito, e ali ficou até a morte de Herodes; para que se cumprisse o que dissera o Senhor pelo profeta: Do Egito chamei a meu Filho. | ” |
|   | — Mateus 2:13–15, citando Oseias 11:1. |   |

Quando Herodes percebeu que havia sido enganado pelos magos, ele ficou furioso e ordenou que fossem mortos todos os meninos com menos de dois anos em Belém e nas redondezas, contando com a referência de tempo que lhe havia sido passada pelos magos. Neste ponto se cumpriu então a profecia de Jeremias (Mateus 2:16–17).

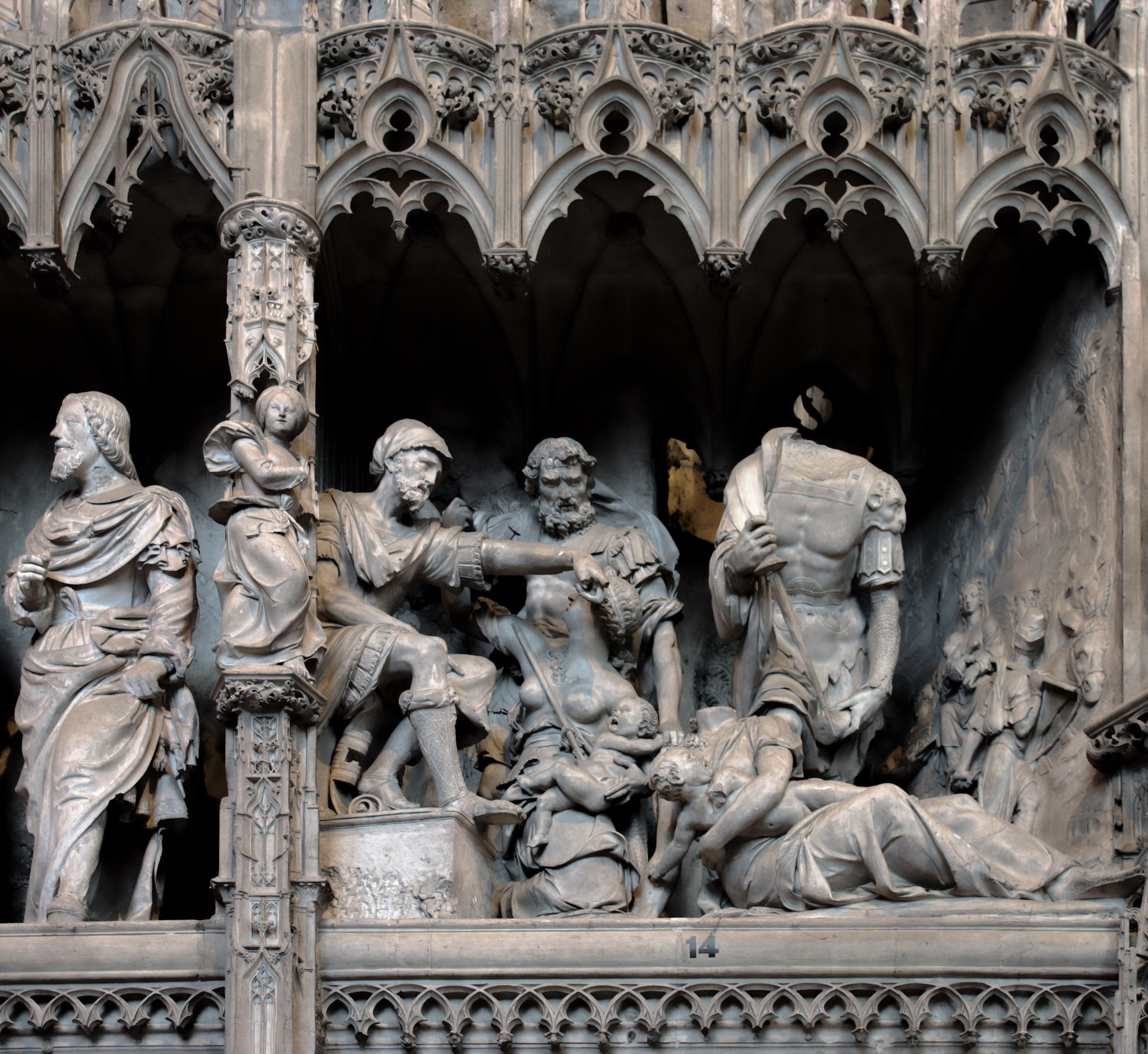
Escultura do Massacre na Catedral de Chartres, em Chartres.

O objetivo de Mateus é apresentar Jesus como o Messias e o Massacre dos Inocentes, como a realização das passagens de Oseias, que originalmente se referia ao Êxodo, e Jeremias, que falava sobre o exílio na Babilônia. Raymond Brown vê nesta história uma referência à história do Êxodo do faraó matando o primogênito dos hebreus e o nascimento de Moisés.

## Historicidade
Não há nenhuma evidência contemporânea ao Massacre. O primeiro relato aparece em Mateus, que foi escrito por volta de oitenta anos depois do evento. Herodes (73 a.C. - 4 d.C.), por outro lado, é um personagem real na história, rei da Idumeia, Judeia, Samaria e Galileia. O seu pai era um idumeu. O relato de Mateus é consistente com a personalidade de Herodes, que foi relatado como sendo impiedoso na defesa de seu poder e notório por sua brutalidade, o que, porém, sustenta plausibilidade e não historicidade. O Massacre também não é mencionado no Evangelho de Lucas e por nenhum dos historiadores contemporâneos ou pelo historiador judeu Flávio Josefo.

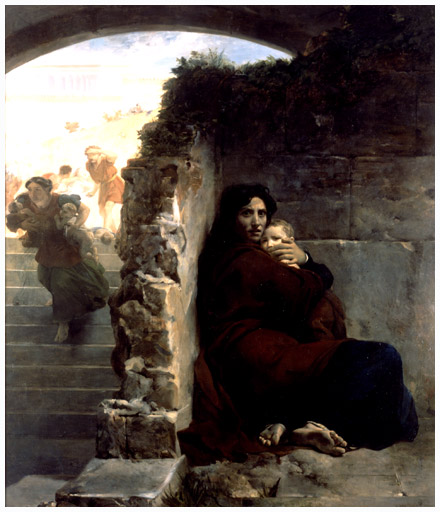
Massacre dos Inocentes.
Por Léon Cogniet (1824), atualmente na Musée des Beaux-Arts, em Rennes.

Josefo relata diversos exemplos da propensão de Herodes em cometer atos similares para assegurar seu poder, notando que "ele nunca parou de vingar e punir diariamente os que tinham escolhido estar ao lado de seus inimigos". Geza Vermes e E. P. Sanders consideram a história como uma hagiografia criativa e a maior parte das biografias recentes de Herodes, o Grande, contestam a sua existência.
Robert Eisenman argumenta que a história parece ter a sua origem no assassinato, por Herodes, de seus próprios filhos, um ato que causou uma forte impressão na época e que foi relatado por Josefo e também pela obra apócrifa judaica do século I, Assunção de Moisés, onde ela é considerada como uma profecia: "Um rei insolente irá suceder [os sacerdotes hasmoneus... ele irá assassinar todos os jovens." (Assunção de Moisés 6:2-6). R. T. France, o estudioso do Novo Testamento e religioso anglicano argumenta pela plausibilidade ao oferecer uma possível explicação para uma omissão por parte de Josefo: "O assassinato de um punhado de meninos num vilarejo não tem a escala necessária para se comparar com os assassinatos espetaculares relatados por Josefo".

## Relatos posteriores
A primeira vez que a história aparece em qualquer fonte que não Mateus é no apócrifo do Novo Testamento do século II, o Protoevangelho de Tiago, de ca. 150 d.C., que exclui a Fuga para o Egito e troca o foco da história para o menino João Batista:
| “ | E quando Herodes soube que ele havia sido zombado pelos Magos, em fúria ele enviou assassinos, dizendo-lhes: Matem as crianças de até dois anos de idade. E Maria, tendo ouvido que as crianças estavam sendo mortas, ficou com medo, tomou o menino e o enfaixou, escondendo-o num curral. E Isabel, tendo ouvido que eles estavam procurando por João, tomou-o e o levou para as colinas, procurando um lugar para escondê-lo. E não encontrava nenhum. E Isabel, reclamando em voz alta, disse: 'Ó montanha de Deus, receba mãe e filho'. E imediatamente, a montanha se abriu e a recebeu. E uma luz brilhou sobre eles, pois um anjo do Senhor estava com eles, vigiando-os | ” |
|   | — Protoevangelho de Tiago. |   |

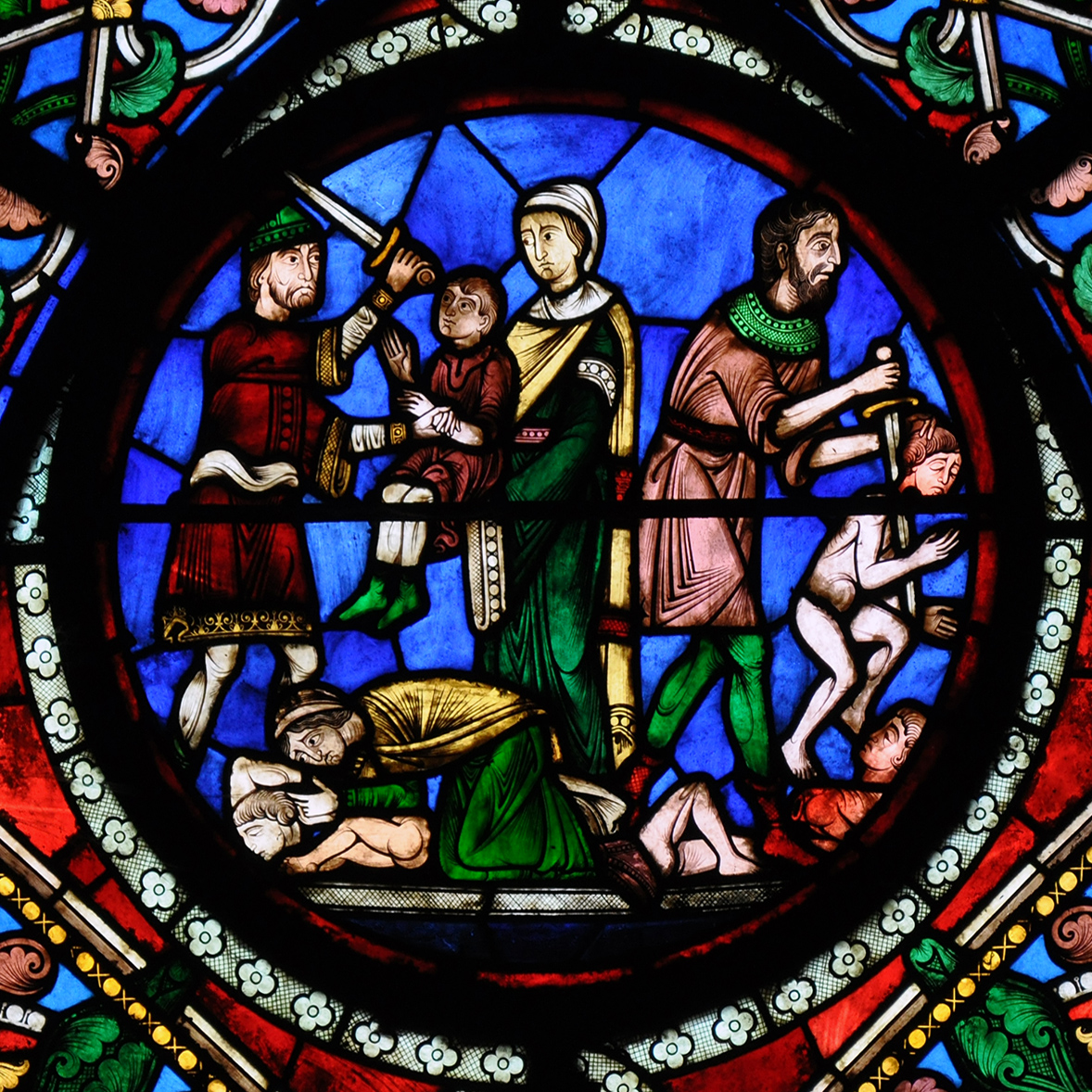
Vitral do Massacre na Basílica de Saint-Denis (séc. XIX), em Paris.

A primeira referência não cristã ao Massacre apareceu quatro séculos depois, em Macróbio (ca.  395 - 423 d.C.), que escreveu em sua Saturnalia:
| “ | Quando ele [imperador Augusto ] ouviu que entre os meninos da Síria com menos de dois anos de idade que Herodes, o rei dos judeus, tinha mandado matar, seu filho também havia sido morto, ele disse: 'é melhor ser o porco de Herodes do que seu filho'. | ” |
|   | — Saturnália, Macróbio. |   |

A afirmação de Macróbio mostra que a tradição do Massacre dos Inocentes já havia se firmando na cultura geral, pois o cristianismo não é mencionado em nenhuma de suas obras, apesar da predominância que ele já tinha em todos os aspectos da vida romana. Já sobre as suas simpatias, o seu vigoroso interesse nos rituais pagãos não deixa dúvidas entre os acadêmicos de que ele era um pagão. De fato, a sua Saturnalia, com sua idealização do passado romano pagão, já foi descrita como a machine de guerre pagã.
A história assumiu um papel importante na tradição cristã posterior. A liturgia bizantina estimava 14 000 Santos Inocentes, enquanto uma lista síria de santos afirmava que o número seria 64 000. As fontes coptas sobem este número para 144 000 e datam-no em 29 de dezembro. Tomando a narrativa ao pé da letra e julgando pela população estimada de Belém na época, a Enciclopédia Católica (1910) sugeriu, com mais sobriedade, que estes números estavam inflados e que provavelmente entre seis e vinte crianças foram mortas na cidade, com por volta de uma dúzia nas redondezas.

## Na arte

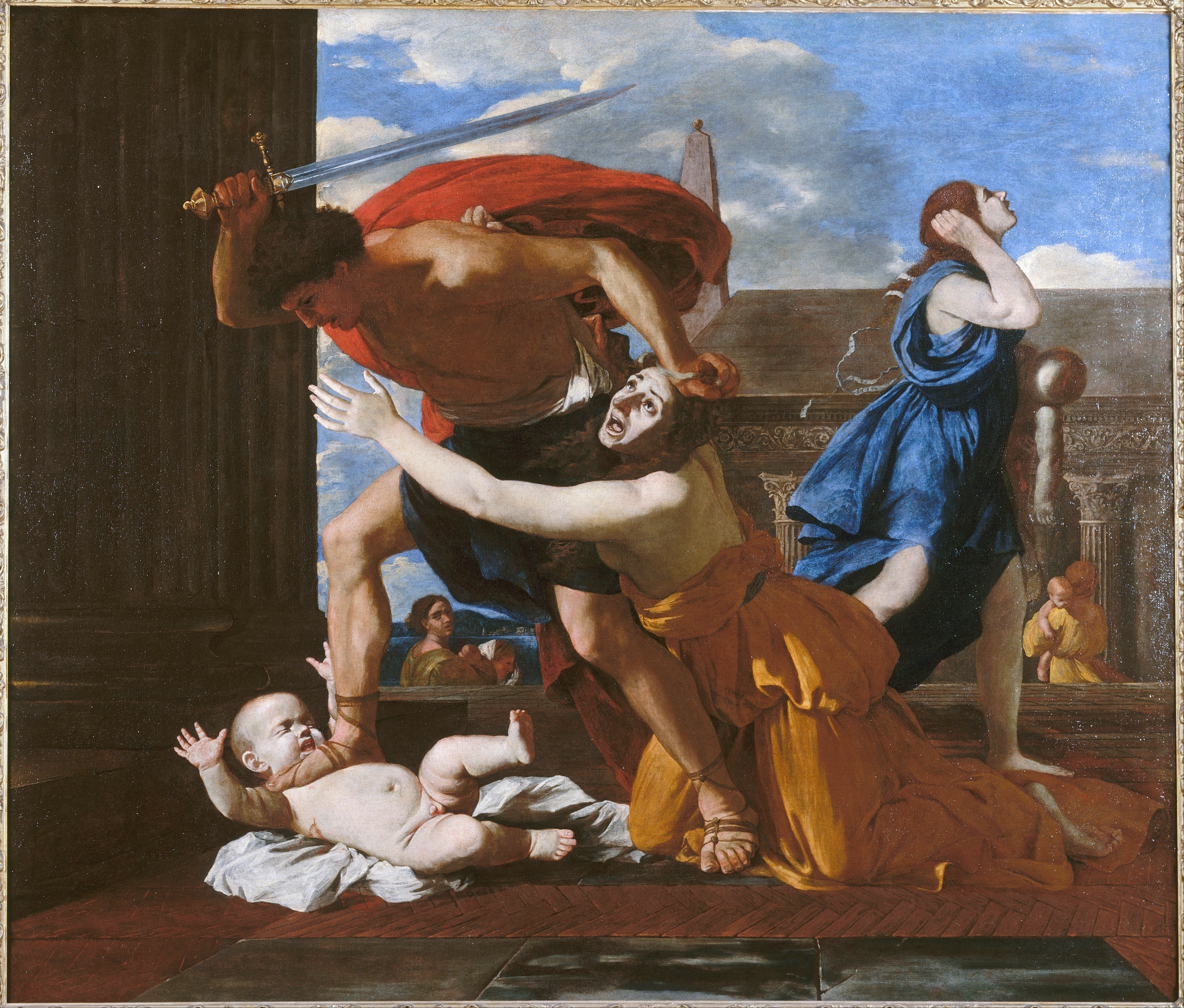
Massacre dos Inocentes.
Por Nicolas Poussin (1634), no Museu Condé, em Chantilly.

O tema do "Massacre dos Inocentes" deu a oportunidade para os artistas de muitas nacionalidades de comporem obras complicadas, com muitos corpos em atos violentos. Ela era uma alternativa à Fuga para o Egito nos ciclos da Vida da Virgem. Ele perdeu popularidade na arte gótica e a retomou nas grandes obras do Renascimento, quando artistas se inspiraram para seus "Massacres" nos relevos romanos sobre as batalhas entre Lápitas e os Centauros, no que diz respeito às figuras heroicamente nuas.
A versão de 1590 de Cornelis van Haarlem também parece refletir a violência da Revolta Holandesa. O Massacre dos Inocentes (1601), de Guido Reni, num incomum formato vertical, está em Bolonha. O pintor flamengo Peter Paul Rubens pintou o tema mais de uma vez. Uma delas, atualmente em Munique, foi gravada e reproduzida como pintura em lugares tão distantes como o Peru colonial. Outra, seu grande Massacre dos Inocentes está agora na Galeria de Arte de Ontário, em Toronto. O pintor francês Nicolas Poussin pintou a sua versão em 1634 (imagem), no auge da Guerra dos Trinta Anos.

## Galeria

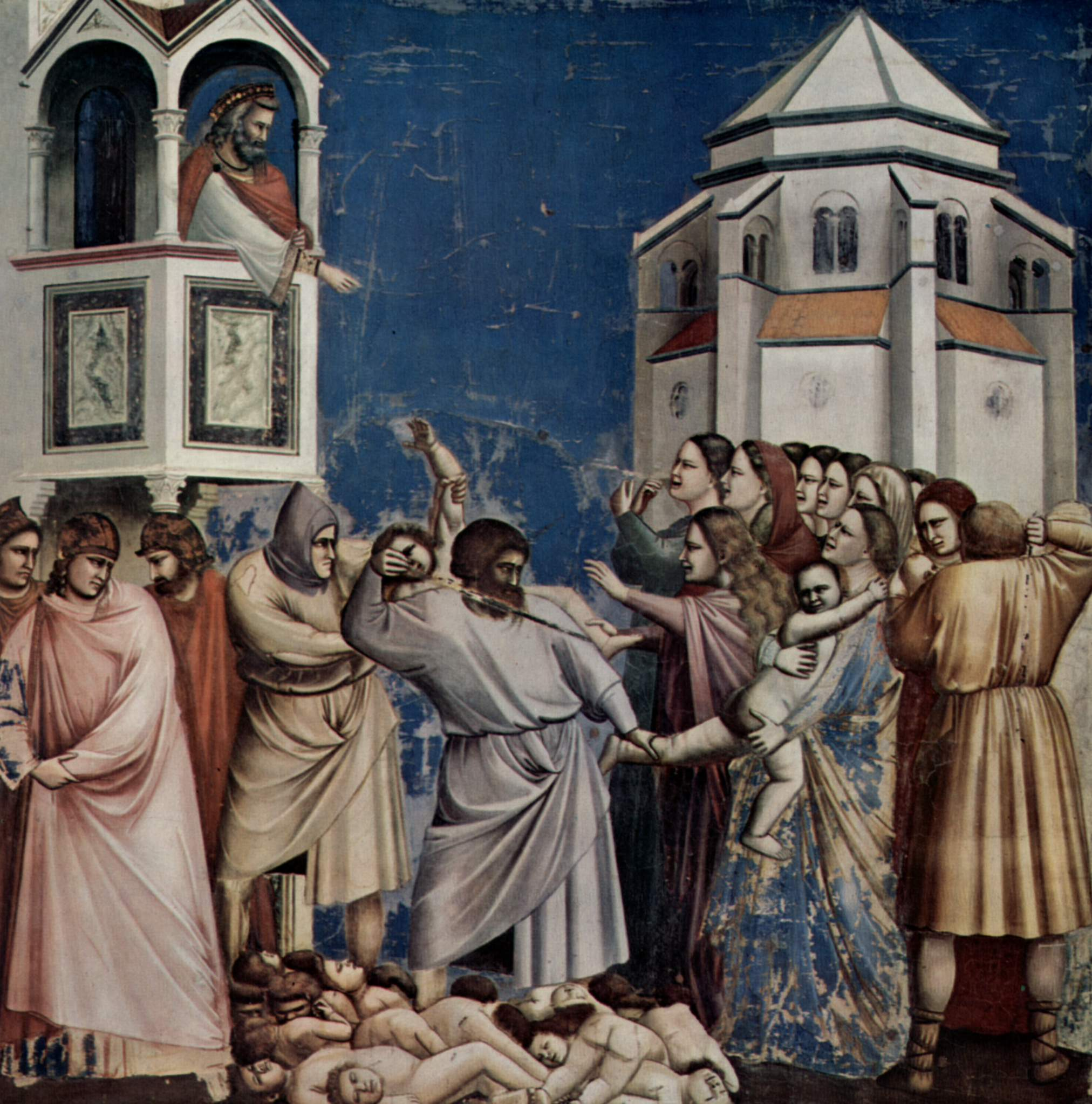
Giotto, Massacre dos Inocentes
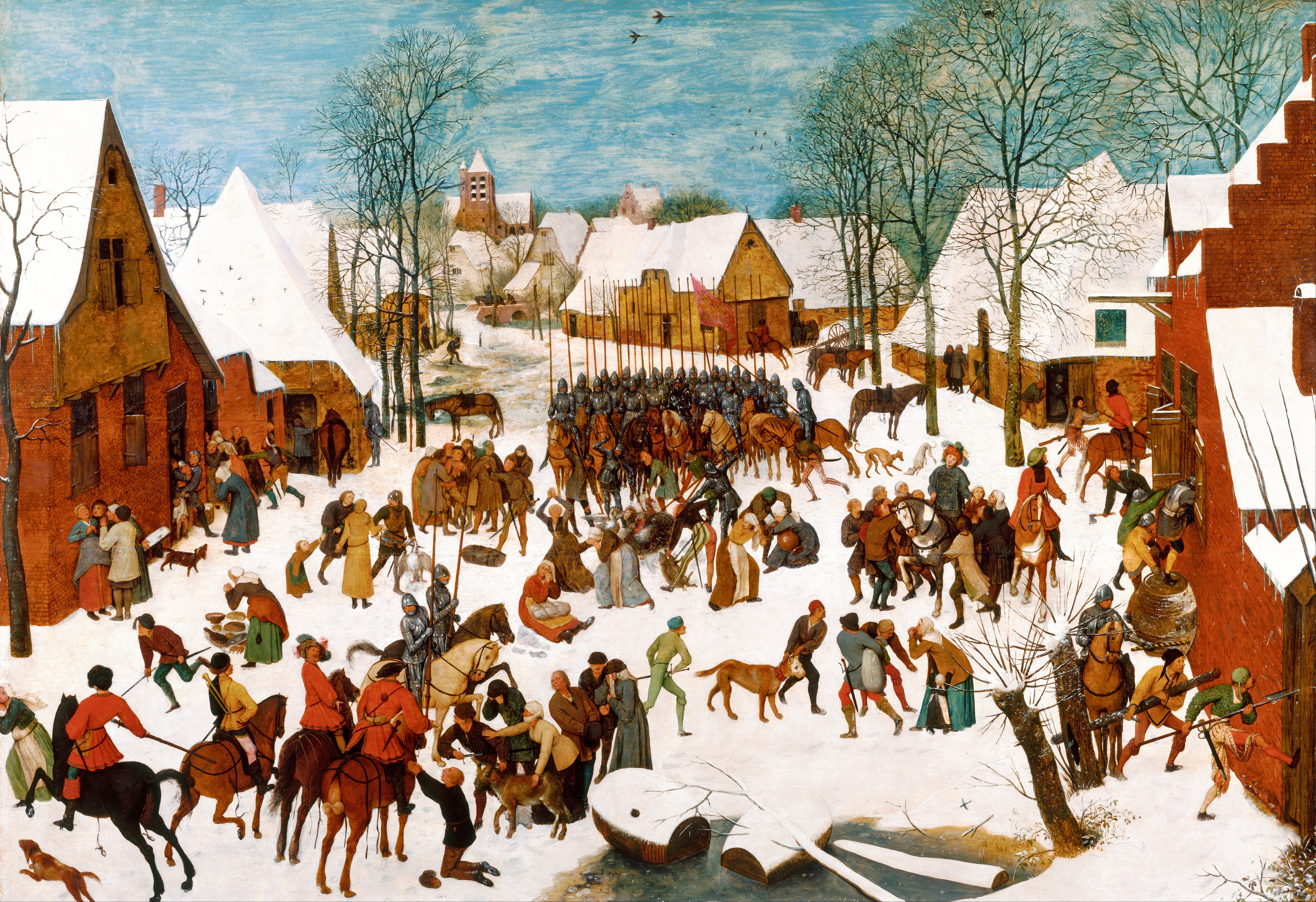
Pieter Brueghel, o Velho, Massacre dos Inocentes
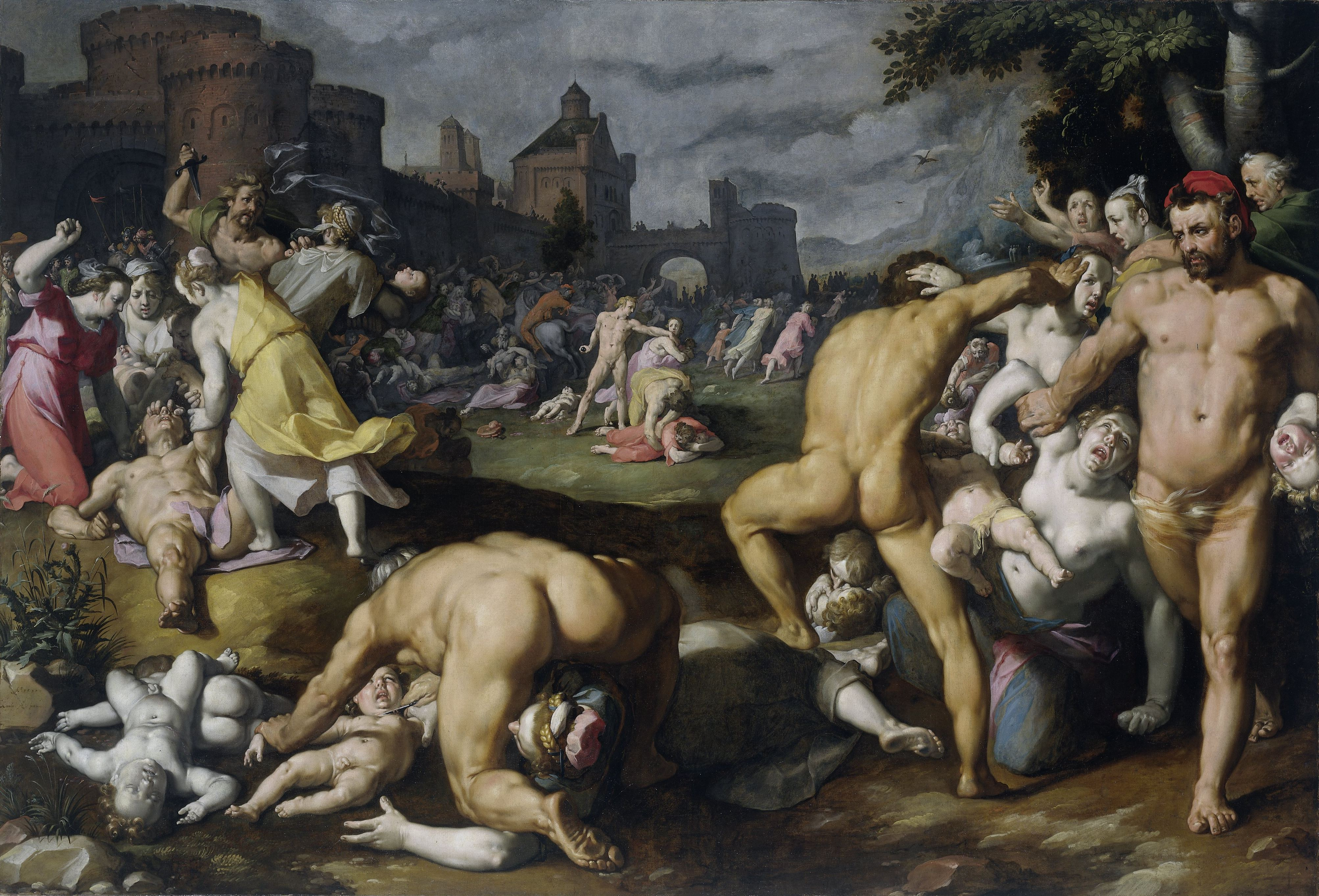
Cornelis van Haarlem, Massacre dos Inocentes, 1590, Rijksmuseum
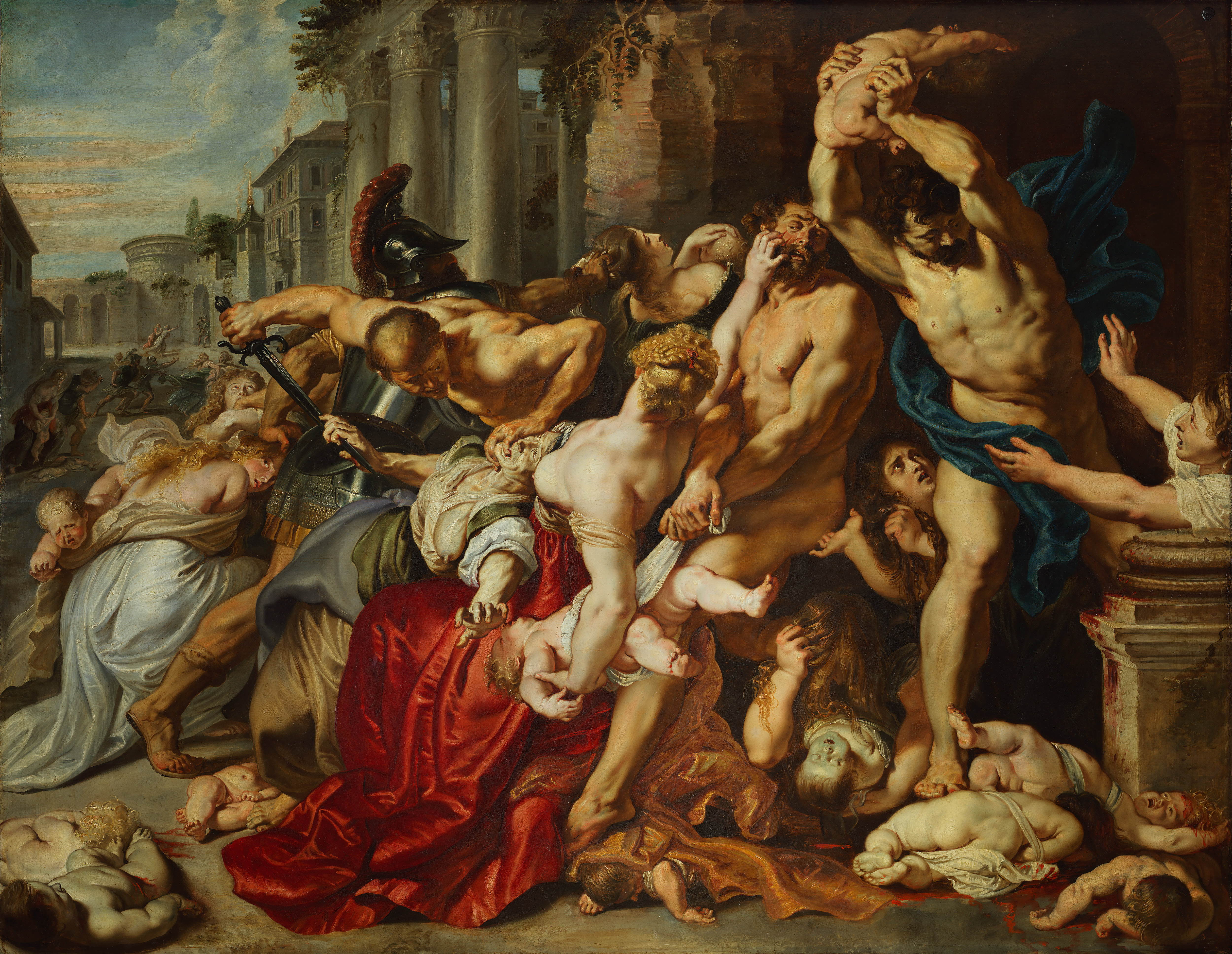
Rubens, Massacre dos Inocentes, 1610–11, Toronto
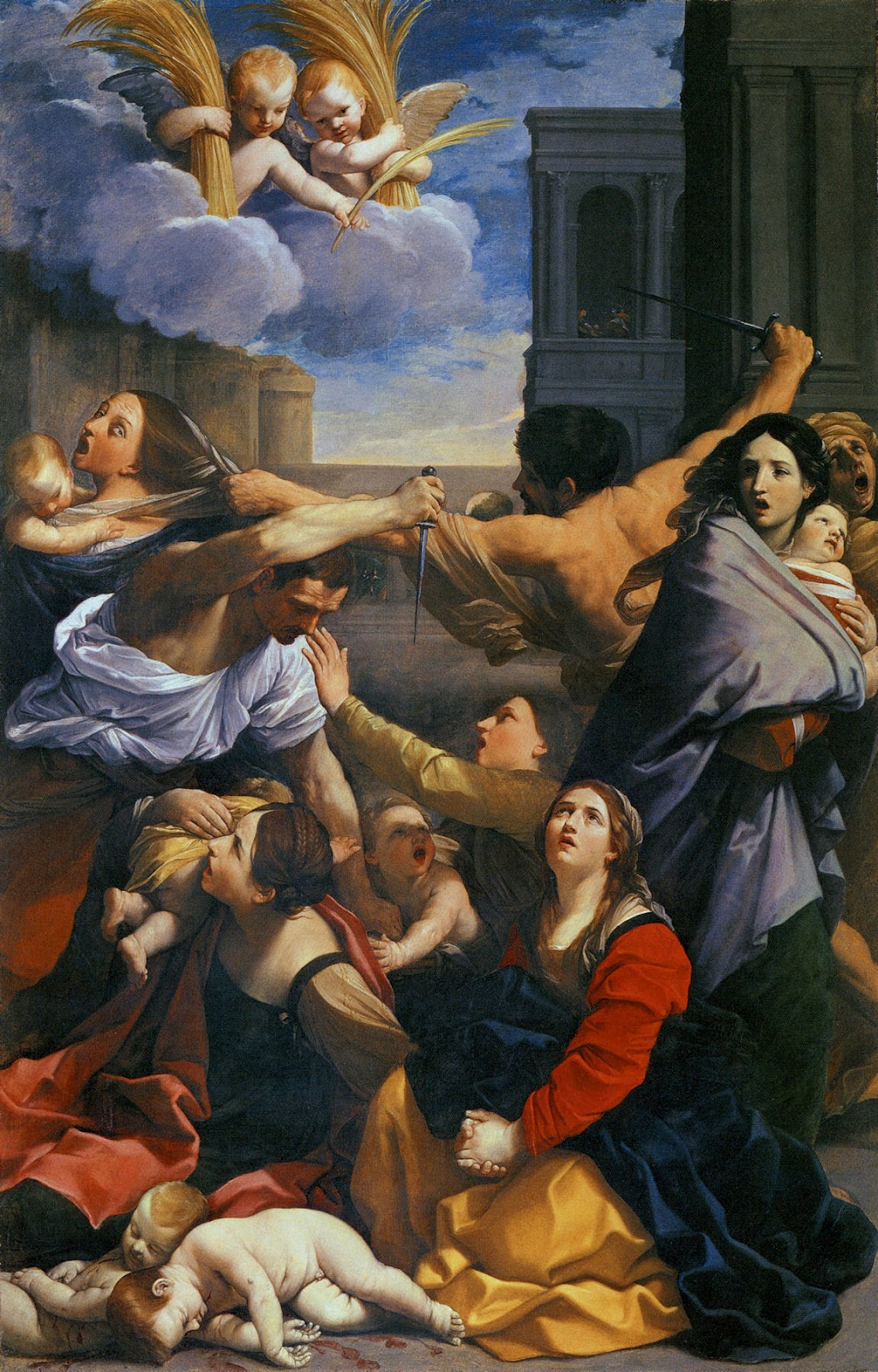
Guido Reni, Massacre dos Inocentes
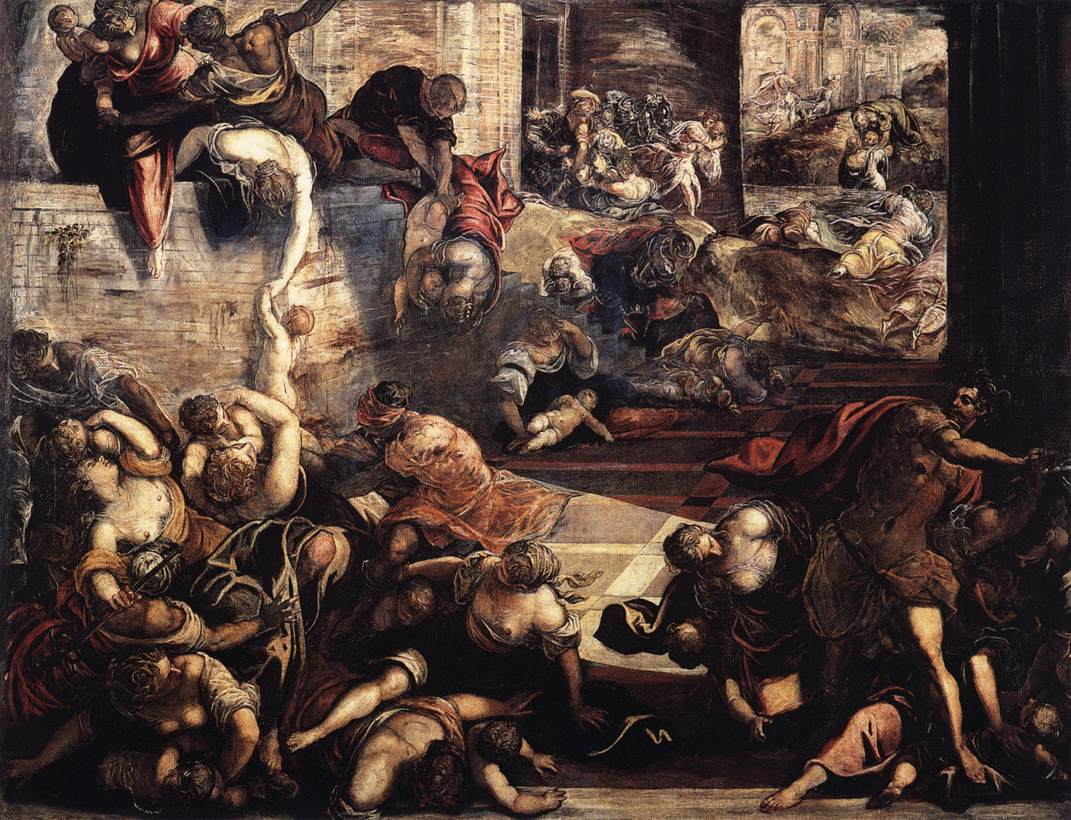
Jacopo Tintoretto, Massacre dos Inocentes
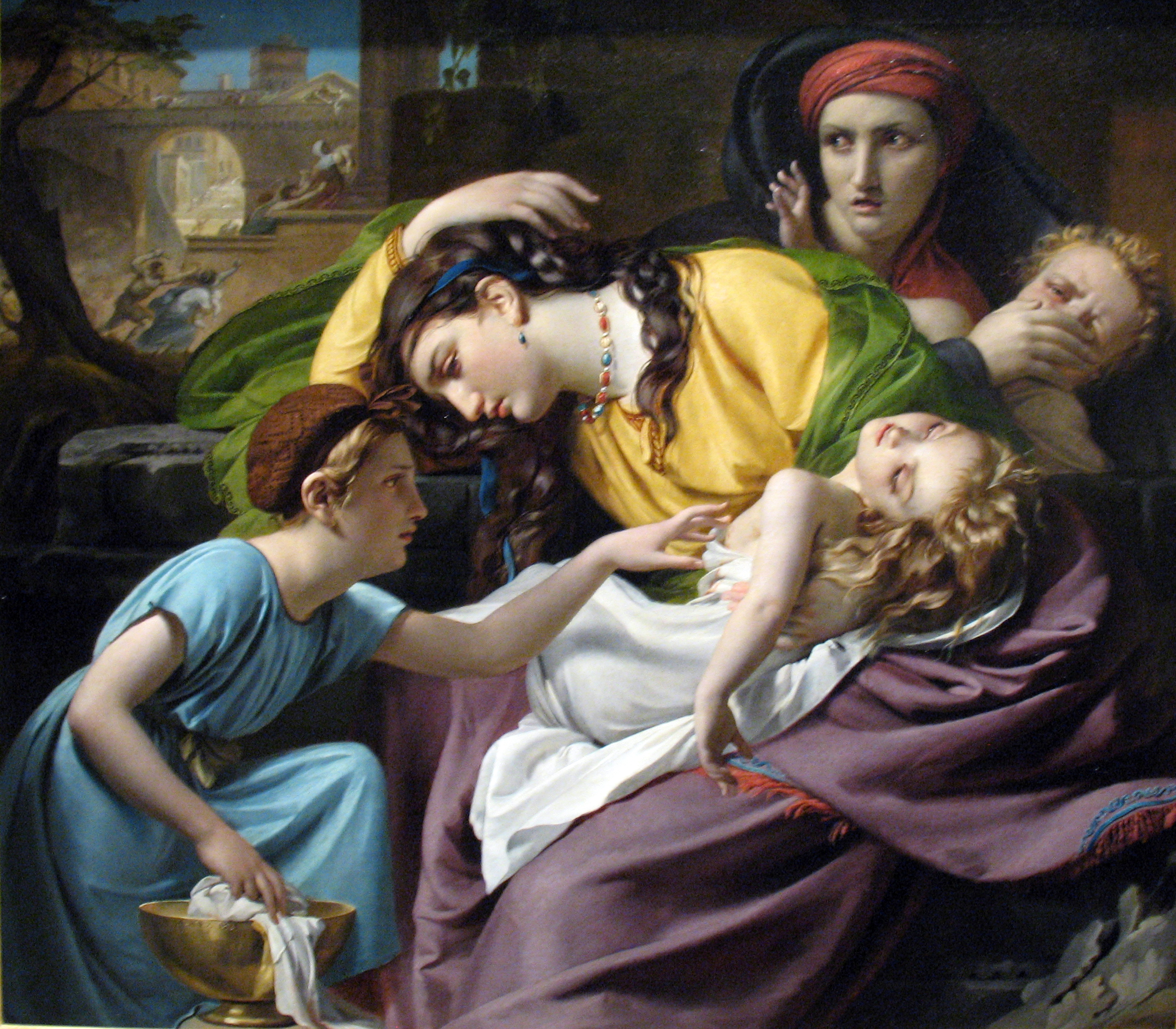
François-Joseph Navez, Massacre dos Inocentes, 1824
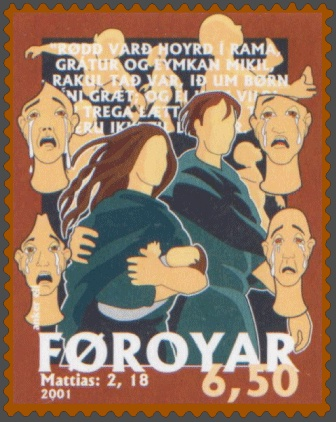
O grito de Ramah, selo de 2001 das Ilhas Faroé
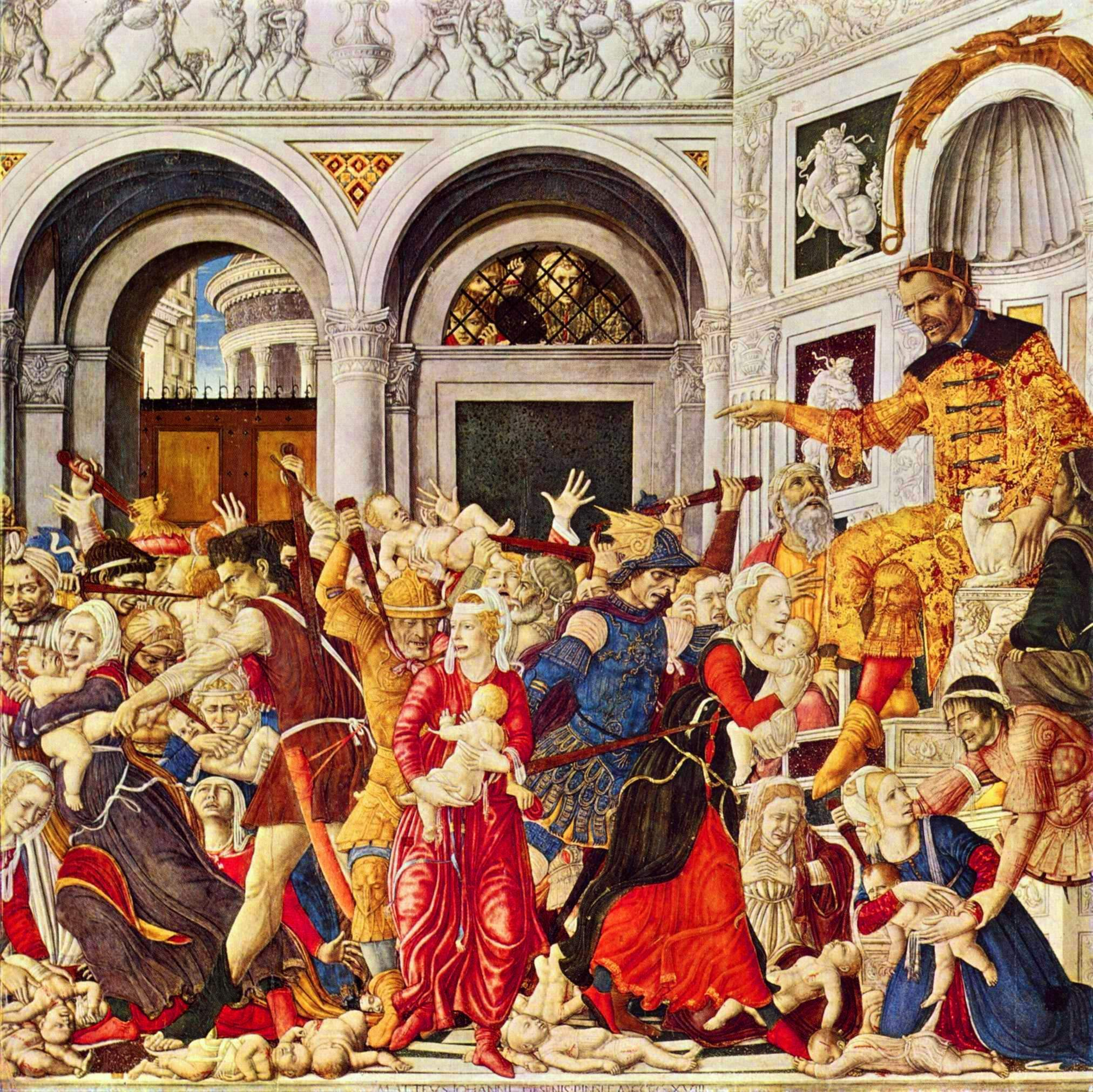
Massacre dos Inocentes em Belém, de Matteo di Giovanni
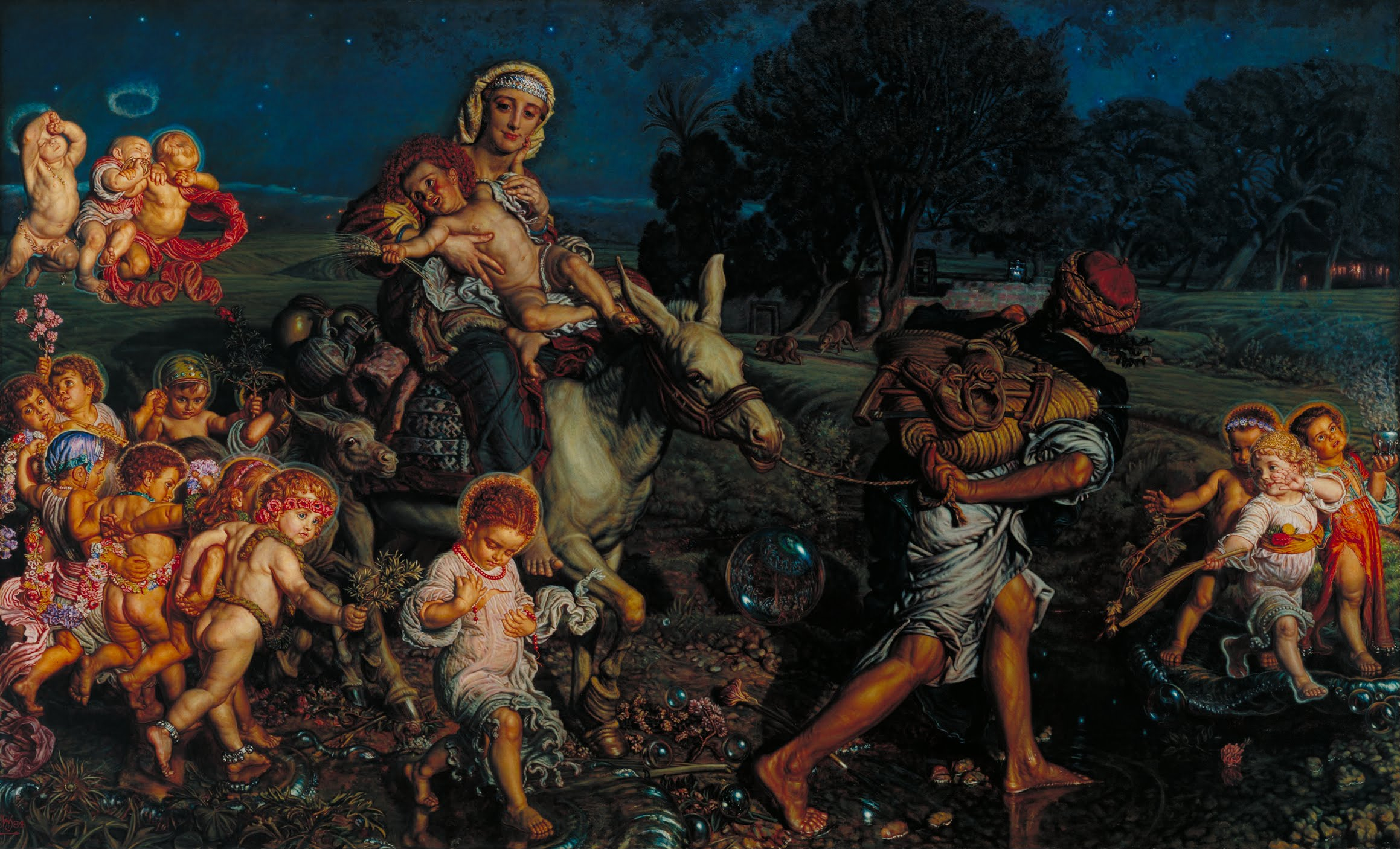
Massacre dos Inocentes by William Holman Hunt
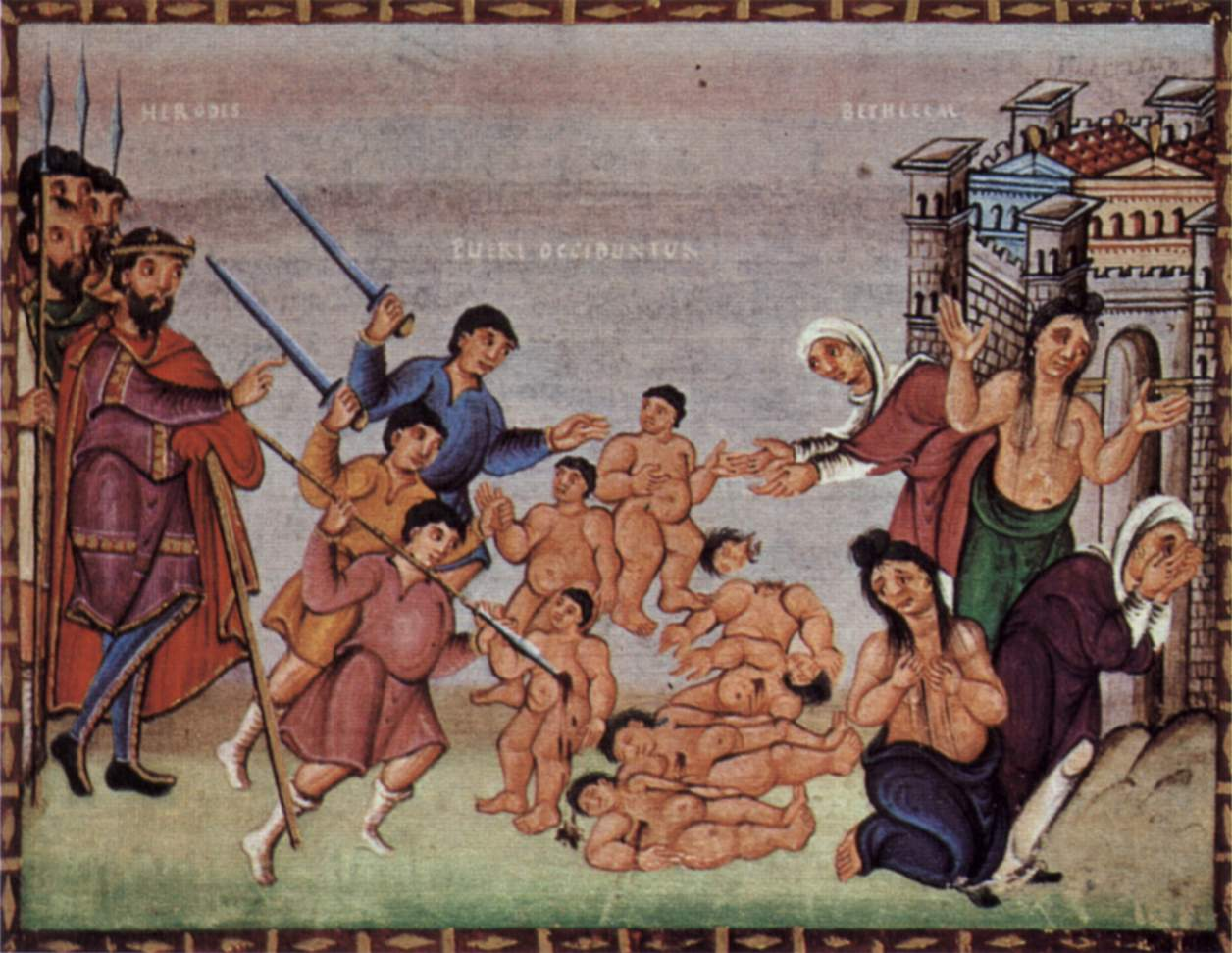
Manuscrito iluminado do século 10t